# Mrunal Thakur
Mrunal Thakur (née le 1er août 1992) est une actrice indienne. Elle apparaît principalement dans des films en hindi, mais également dans des films en télougou, marathi et tamoul. Elle apparaît pour la première fois à l'écran dans des émissions de télévision, parmi lesquelles Les Changements du destin (2014-2016) pour lequel elle remporte le prix ITA de la meilleure actrice dans un second rôle en 2015.
Mrunal Thakur apparaît pour la première fois au cinéma dans le drame Love Sonia (2018) mais se fait surtout connaître pour son rôle principal dans les films Super 30 et Batla House en 2019. Après quelques échecs commerciaux, elle remporte le succès avec le film Sita Ramam en 2022.

## Biographie

### Jeunesse
Née le 1er août 1992 dans la ville de Dhule, dans l'état du Maharashtra, elle étudie à St Joseph's Convent School, Jalgaon et à la Vasant Vihar High School de Mumbai. Elle abandonne ses études avant d'obtenir son diplôme, afin de pouvoir poursuivre sa carrière à la télévision.

### Carrière à la télévision (2012-2016)

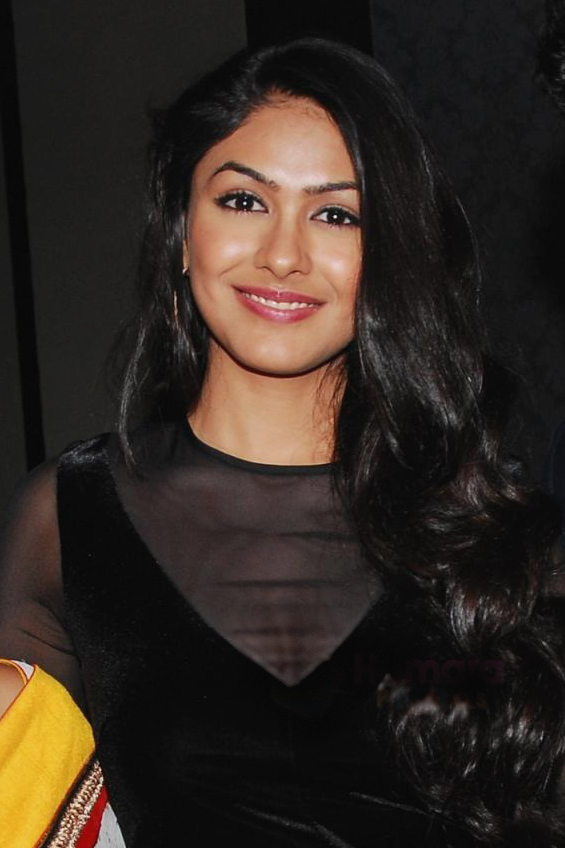
Mrunal Thakur en 2012.

Alors qu'elle étudie encore à l'université, Mrunal Thakur obtient le rôle principal (Gauri Bhosle) face à Mohit Sehgal dans la série Mujhse Kuchh Kehti ...Yeh Khamoshiyaan, diffusée entre 2012 et 2013. Elle apparaît ensuite dans un épisode du thriller Har Yug Main Aayega Ek - Arjun, dans lequel elle interprète une journaliste appelée Sakshi Anand.
En février 2014, elle signe pour le feuilleton Kumkum Bhagya diffusé par Zee TV. Elle travaille alors avec d'autres stars telles Sriti Jha, Shabir Ahluwalia, Arjit Taneja ou encore Supriya Shukla. Le feuilleton recueille des critiques majoritairement positives, malgré quelques accueils critiques. Mrunal Thakur quitte la série en janvier 2016.
Durant cette période, Mrunal Thakur apparaît également dans Bow Cricket League 1 en 2014 et Nach Baliye 7 en 2015. En 2016, elle danse dans un épisode spécial de SauBhagyalaxmi et apparaît également dans Tuyul & Mbak Yul Reborn. Sa dernière apparition à la télévision est dans la série indonésienne Nadin, où elle joue le rôle de Tara. Ce sera son dernier rôle pour la télévision.

### Carrière cinématographique (depuis 2014)
Mrunal Thakur débute au cinéma avec le film marathi Vitii Dandu (2014), puis dans le film Surajya. En 2012, elle avait déjà commencé à travailler sur le film Love Sonia, tourné à Calcutta, qui sortira seulement en septembre 2018 après plusieurs retards. Elle y joue le rôle d'une habitante mettant en lumière la problématique de la traite des êtres humains dans le monde. Afin de préparer son rôle, elle étudie le langage corporel de prostituées dans un bordel. Finalement, le film est un échec au box-office national, malgré les bonnes critiques. Elle débute à Bollywood en 2019 avec le film biographique Super 30 de Vikas Bahl, racontant la vie du mathématicien Anand Kumar, joué par Hrithik Roshan. Véritable succès commercial, il est l'un des films hindi les plus rentables de 2019. La même année, elle joue le rôle de la femme de Nandita Kumar, joué par l'acteur John Abraham, dans le film Batla House de Nikkhil Advani.
En 2020, l'actrice apparaît dans Ghost Stories, film d'horreur produit par Netflix. La même année, elle apparaît dans le clip Gallan Goriya, aux côtés de John Abraham. En 2021, elle joue dans le drame Toofaan, réalisé par Rakeysh Omprakash Mehra, avec Farhan Akhtar, diffusé sur Amazon Prime Video. Elle partage l'affiche du thriller Dhamaka, réalisé par Ram Madhvani et Kartik Aaryan et Amruta Subhash, sorti en novembre 2021 sur Netflix. Enfin, elle apparaît deux clips Bad Boy x Bad Girl, avec Badshah, et Aise Na Chhoro avec Guru Randhawa.
Le premier film de l'actrice en 2022 est Jersey, un remake du film Telugu 2019, avec Shahid Kapoor. Sorti le 22 avril 2022, il reçoit des critiques mitigées (la performance des acteurs et la bande son originale sont saluées), mais le film est un échec au box-office,. Ensuite, l'actrice fait ses débuts au cinéma Tollywood avec Dulquer Salmaan dans Sita Ramam, de Hanu Raghavapudi. La performance de l'actrice est particulièrement saluée par la critique, et le film est un succès au box-office,.
Elle apparaît également dans la comédie Aankh Micholi avec Abhimanyu Dassani et Paresh Rawal, dans le film d'action Pippa avec Ishaan Khatter, et dans le remake hindi du film tamoul Thadam avec Aditya Roy Kapur,. Récemment, elle apparait dans Pooja Meri Jaan, aux côtés de Huma Qureshi.

### Autres apparitions médiatiques

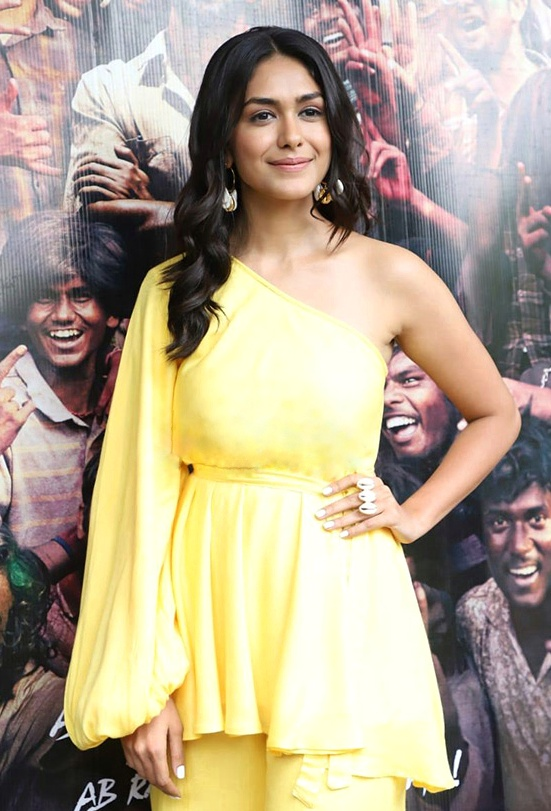
Thakur en 2020.

Mrunal Thakur est classée dans la liste le top 30 du magazine Eastern Eye dans la catégorie 30 Global Asian Stars List de 2021. Faisant la couverture de plusieurs magazines, elle a participé à la Fashion Week de Lakme,. Elle est également l'égérie de plusieurs marques, parmi lesquels Lakma et Dulux.

## Filmographie

### Films
| Année | Titre           | Rôle                                  | Langue   | Réf.   |
| ----- | --------------- | ------------------------------------- | -------- | ------ |
| 2014  | Vitti Dandu     | Sandhya Jaïn                          | Marathi  | [ 29 ] |
| 2014  | Surajya         | Dr Swapna                             | Marathi  | [ 30 ] |
| 2018  | Love Sonia      | Sonia Gupta                           | Hindi    | [ 31 ] |
| 2019  | Super 30        | Supriya Singh                         | Hindi    | [ 32 ] |
| 2019  | Batla House     | Shobhna Yadav                         | Hindi    | [ 33 ] |
| 2020  | Ghost Stories   | Irawati Kapoor                        | Hindi    | [ 10 ] |
| 2021  | Toofaan         | Dr Ananya Prabhu                      | Hindi    | [ 34 ] |
| 2021  | Dhamaka         | Saumya Mehra                          | hindi    | [ 35 ] |
| 2022  | Jersey          | Vidya Rao Talwar                      | Hindi    | [ 36 ] |
| 2022  | Sita Ramam      | Sita Mahalakshmi/Princesse Noor Jahan | Télougou | [ 37 ] |
| 2023  | Selfiee         |                                       | Hindi    | [ 38 ] |
| 2023  | Gumraah         |                                       | Hindi    | [ 39 ] |
| 2023  | Pooja Meri Jaan | Pooja                                 | Hindi    | [ 40 ] |
| 2023  | Pipaa           | Radha                                 | Hindi    | [ 41 ] |
| 2023  | Aankh           |                                       | Hindi    | [ 42 ] |
| 2023  | Suriya 42       |                                       | Tamoul   | [ 43 ] |

### Télévision
| Année     | Titre                                  | Rôle                | Réf.   |
| --------- | -------------------------------------- | ------------------- | ------ |
| 2012-2013 | Mujhse Kuchh Kehti... Yeh Khamoshiyaan | Gauri Bhonsle       | [ 5 ]  |
| 2013      | Har Yug Mein Ayega Ek Arjun            | Sakshi Anand        | [ 5 ]  |
| 2014-2016 | Les Changements du destin              | Bulbul Arora Khanna | [ 44 ] |
| 2014      | Box Cricket Ligue 1                    |                     | [ 45 ] |
| 2015      | Nach Baliye 7                          | [ 46 ]              |        |
| 2016      | Saubhagyalaxmi                         | Propre rôle         | [ 47 ] |
| 2016      | Tuyul et Mbak Yul renaissent           | Propre rôle         | [ 48 ] |
| 2017      | Nagin                                  | Tara                | [ 49 ] |

### Clips vidéos
| Année | Titre              | Chanteurs               | Réf.   |
| ----- | ------------------ | ----------------------- | ------ |
| 2020  | Gallan Goriya      | Dhvani Bhanushali, Taz  | [ 50 ] |
| 2021  | Bad Boy x Bad Girl | Nikhita Gandhi, Badshah | [ 51 ] |
| 2021  | Aise Na Chhoro     | Gourou Randhawa         | [ 52 ] |

## Distinctions
| Année | Prix                             | Catégorie                                 | Film                      | Résultat   | Réf.   |
| ----- | -------------------------------- | ----------------------------------------- | ------------------------- | ---------- | ------ |
| 2015  | Indian Television Academy Awards | Meilleure actrice dans un second rôle     | Les Changements du destin | Lauréat    | [ 53 ] |
| 2015  | Gold Awards                      | Meilleure actrice dans un second rôle     | Les Changements du destin | Nomination | [ 54 ] |
| 2016  | Gold Awards                      | Meilleure actrice dans un second rôle     | Les Changements du destin | Nomination | [ 55 ] |
| 2018  | London Indian Film Festival      | Prix du meilleur espoir féminin           | Love Sonia                | Lauréat    | [ 56 ] |
| 2019  | Gold Awards                      | Étoile montante de la télévision indienne | Love Sonia                | Lauréat    | [ 57 ] |
| 2021  | Prix élégants de Lokmat          | Most Stylish Rising Star (Female)         | Love Sonia                | Lauréat    | [ 58 ] |
| 2022  | Prix élégants de Lokmat          | Most Stylish Game Changer                 | Love Sonia                | Lauréat    | [ 59 ] |